# 芬兰地理
芬兰总面积共 338,000 平方公里，是欧洲面积第八大国。南北最长距离达1,157公里，东西最宽为542公里。
芬兰被誉为“千岛之国”与“千湖之国”：精确来说全国共有188,000个湖泊（面积500平方米以上的）和179,000个岛屿。芬兰地势平坦，拉普兰北部地区位于芬兰、挪威边界的哈尔蒂亚峰位于挪威一侧的最高峰海拔1,365米，其位于芬兰一侧的海拔1,328米的山坡处，为芬兰最高点。芬兰最长的河流是凯米河，长550公里。
除了湖泊之外，全国为大片森林覆盖，佔国土面积的69%。可耕种面积较少，仅占8%。岛屿集中最多的地方是在西南部位于芬兰大陆和奥兰群岛主岛之间的群岛海里。
芬兰地处北温带，冬天寒冷，有时严寒，夏天则比较温暖。芬兰地处北纬60度到70度之间，有四分之一的地方处在北极圈内，最北的地区夏天有73天太阳不落于地平线下，冬天则有51天不出太阳。
芬兰擁有世界上緯度第二高的首都赫爾辛基，僅次於冰島首都雷克雅維克。

## 参見
- 芬兰市镇
- 芬蘭人口
- 马凯特岛：芬兰领土最西点所在处
- 三國界碑：芬兰大陆部分最西点
- 烏茨約基：芬兰最北的市镇
- 伊洛曼齊：芬兰最东的市镇
- 汉科：芬兰最南的市镇